# Urodasys apuliensis
Urodasys apuliensis is een buikharige uit de familie Macrodasyidae. Het dier komt uit het geslacht Urodasys. Urodasys apuliensis werd in 1999 voor het eerst wetenschappelijk beschreven door Fregni, Faienza, Grimaldi, Tongiorgi & Balsamo. 